# Мышкин, Николай Константинович
Никола́й Константи́нович Мы́шкин (род. 12 мая 1948 года) — белорусский учёный в области материаловедения и трибологии, академик Национальной академии наук Беларуси (2009). Имеет более 7000 цитирований его работ. Индекс Хирша — 18.

## Биография
Родился 12.05.1948 в г. Иваново.
Окончил Ивановский энергетический институт им. В. И. Ленина (1971) и аспирантуру Института проблем механики Академии наук СССР (1976).
С 1977 г. работает в Институте механики металлополимерных систем им. В. А. Белого АН Белорусской ССР (НАН Беларуси): младший, старший научный сотрудник, с 1987 г. главный научный сотрудник, заведующий лабораторией, заведующий отделом, с 2002 г. директор Института.
Научные интересы: анализ топографии и механических свойств поверхностных слоев, механика и электрофизика контакта твердых тел, диагностика изнашивания машин, научное приборостроение.
Доктор технических наук (1985), профессор (1991), член-корреспондент (2004), академик (2009) Национальной академии наук Беларуси.
Автор более 200 научных работ, 12 монографий. Получил более 50 авторских свидетельств и патентов на изобретения, в том числе зарубежных.
Лауреат премии Ленинского комсомола в области науки и техники 1982 г., премии Академии наук Беларуси за лучшую научную работу 1993 г., премии Правительства Российской Федерации в области науки и техники 2004 г. (за исследование, разработку, освоение  производства и применение магнитоуправляемых наножидкостей и новых электромеханических устройств на их основе), премии Национальной академии наук Беларуси 2011 г.
Награжден медалью Франциска Скорины (2014).

## Сочинения
- Физико-химическая механика избирательного переноса при трении. М.: Наука, 1979 (в соавт.).
- Акустические и электрические методы в триботехнике. Мн.: Наука и техника, 1987 (перевод: N.Y.: Allerton Press, 1988) (в соавт.).
- Структура и методы формирования износостойких поверхностных слоев. М.: Машиностроение, 1991 (в соавт.).
- Магнитные жидкости в машиностроении. М.: Машиностроение, 1993 (в соавт.).
- Introduction to Tribology. Seoul: CMG Publishers, 1997 (в соавт.).
- Трибодиагностика машин. Мн.: Белорусская наука, 2005 (совм. с Марковой Л. В.).
- Трение, смазка, износ. М.: Физматлит, 2007 (совм. с Петроковцом М. И.).
- Electrical Contacts: fundamentals, applications and technology. N.Y.: CRC Publishers, 2007 (в соавт.).
- Материаловедение. Мн.: ИВЦ Минфина, 2008 (в соавт.).